# Aouze
Aouze település Franciaországban, Vosges megyében. Lakosainak száma 196 fő (2022. január 1.). Aouze Rainville, Removille, Soncourt, Gémonville, Aroffe és Attignéville községekkel határos.

## Népesség
A település népességének változása:
| Lakosok száma | 185  | 178  | 191  | 197  | 198  | 202  | 201  | 196  |
|               | 2013 | 2015 | 2017 | 2018 | 2019 | 2020 | 2021 | 2022 |